# ثيودور زان
ثيودور زان (بالألمانية: Theodor Zahn)‏ هو مؤرخ المسيحية ألماني، ولد في 10 أكتوبر 1838 في مويرس في ألمانيا، وتوفي في 5 مارس 1933 في إرلنغن في ألمانيا.